# Archäologischer Park Freyenstein

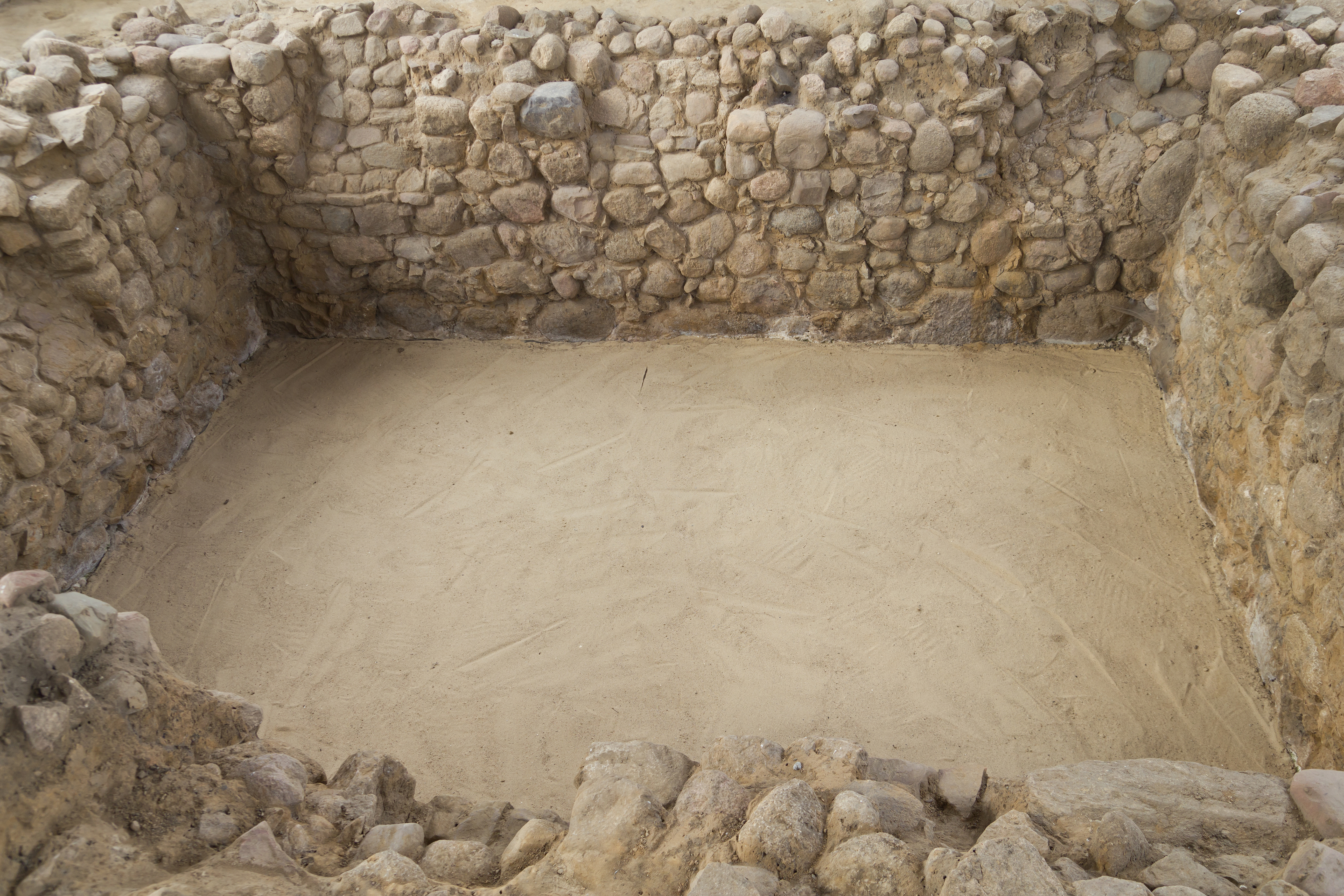
Einer der Steinkeller

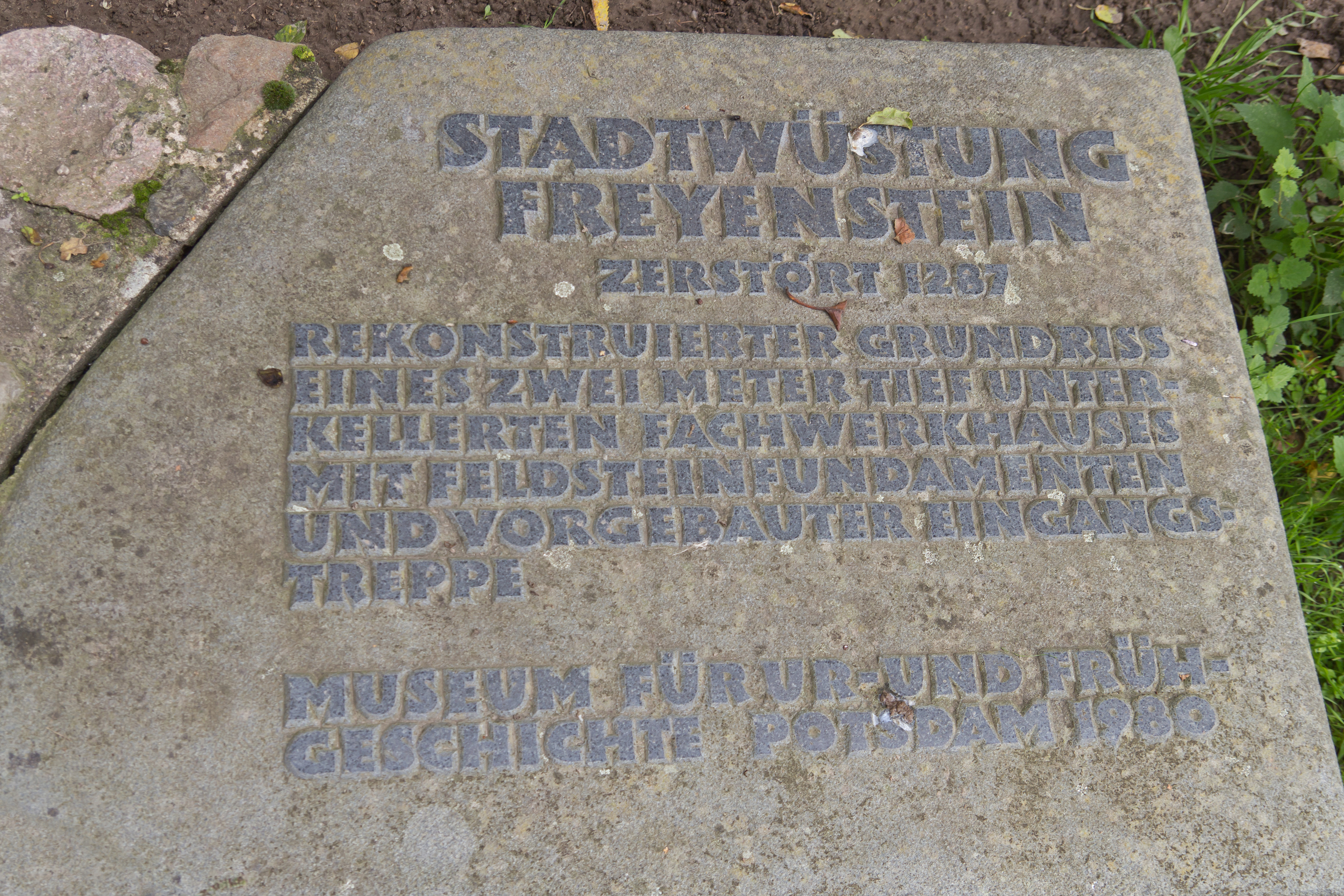
Gedenktafel der Stadtwüstung

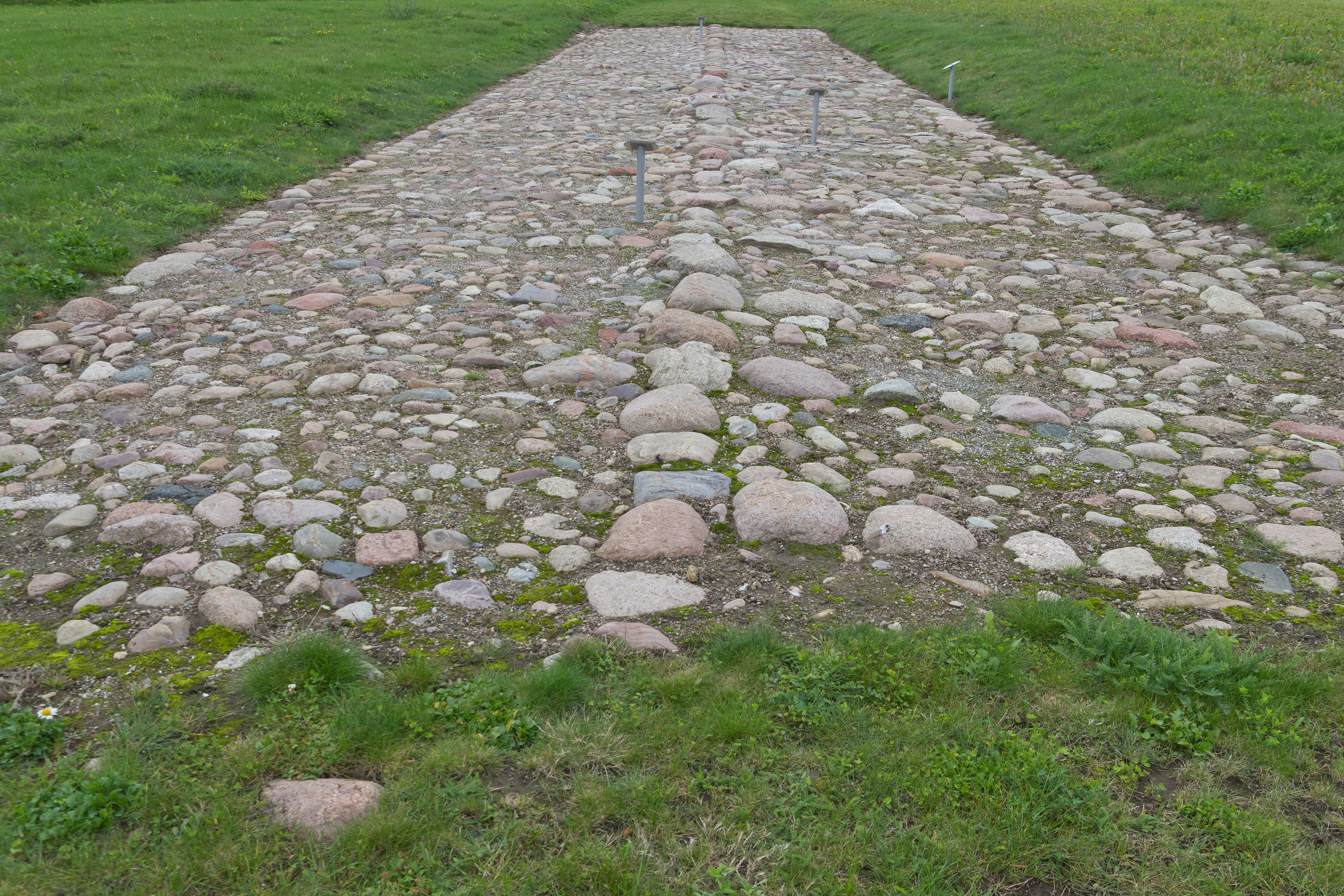
Pflasterstraße

Der Archäologische Park Freyenstein liegt im Ortsteil Freyenstein der brandenburgischen Gemeinde Wittstock/Dosse im Landkreis Ostprignitz-Ruppin in Deutschland.
Der Park befindet sich direkt neben der heutigen Siedlung Freyenstein, der Eingang erfolgt über das Besucherzentrum im Neuen Schloss mit einem kleinen Museum, das hauptsächlich mittelalterliche Funde zeigt.

## Geschichte der Siedlung
Anfang des 13. Jahrhunderts legten deutsche Siedler im Auftrag des Havelberger Bischofs eine Stadt an, die 1263 als „Vrigenstene“ erstmals erwähnt wurde. Etwa 25 Hektar Fläche wurden umwallt, Straßen angelegt und gepflastert. Am Rande befand sich eine kleine Adelsburg. Die Lage der Stadt im Grenzgebiet zu Mecklenburg ließ sie jedoch immer wieder zum Streitobjekt werden. Mehrfach kam es zu verheerenden Zerstörungen. Deshalb wurde der Ort um 1287 verlassen und in direkter Nachbarschaft an einem kleinen Nebenarm der Dosse auf einer angrenzenden Niederung neu errichtet. Die Gebäude der aufgegebenen Stadt wurden abgetragen, die Keller verfüllt und die Stadtfläche wieder als Ackerland genutzt. Der Wiederaufbau erfolgte nicht wie üblich auf ihrer bisherigen Fläche. Damit war die alte Stadt Freyenstein aus der Landschaft verschwunden. Nur die Reste der Stadtbefestigung und der Flurname Altstadt erinnerten an die Stadtwüstung. Sie gewähren heute einen einzigartigen Einblick in eine brandenburgische Stadt des 13. Jahrhunderts.
Seit den 1980er Jahren finden in der Wüstung archäologische Forschungen statt. Mit einem geophysikalischen Messverfahren gelang es, den Grundriss der Stadt zu rekonstruieren. Im Sommer 2007 öffnete der Archäologische Park Freyenstein auf der Fläche der alten Stadt Freyenstein seine Pforten.

## Bedeutung
Durch den Wiederaufbau an einer anderen Stelle blieben die Fundzusammenhänge der alten Siedlung nahezu ungestört. Diese Situationen sind in Mitteleuropa selten. Ein Wiederaufbau an derselben Stelle hätte zu einer neuen Siedlungsschicht über der älteren geführt, die aber häufig auch die unter ihr liegende Siedlungsschicht verletzt. Anders als im durch die Pest und andere Krisen geplagten 14. Jahrhundert waren Siedlungsaufgaben im 13. Jahrhundert, einer Zeit des Siedlungswachstums, selten. Freyenstein ist auch deshalb eine für die Archäologie sehr bedeutsame Wüstung. Sie wird zu den Zentralen Archäologischen Orten in der Prignitz gezählt.
Die noch nicht abgeschlossene Rekonstruktion des Stadtbildes der alten Stadt Freyenstein zeigt einen rasterförmigen Grundriss und einen Marktplatz. Sie scheint planmäßig entworfen und gewachsen zu sein.